# Лисичанський скляний завод
ТОВ «Лисичанський скляний завод» — підприємство скляної промисловості. Розташоване в місті Лисичанськ Луганської області. Випускає — скло (віконне, армоване, візерункове, тепличне), склоблоки, вогнетривкі вироби для мурування скловарених печей, вироби із кришталю, картини під склом тощо.

## Історія

### 1930 - 1991
Підприємство було створено в ході індустріалізації 1930-х років, його будівництво почалося відповідно до першого п'ятирічного плану розвитку народного господарства СРСР, в 1930 .
29 вересня 1934 Лисичанський пляшковий завод був переданий у ведення наркомату легкої промисловості СРСР, отримав статус підприємства союзного значення і нова назва - Лисичанський скляний завод. 5 листопада 1935 року його було введено в експлуатацію. У перші роки він виробляв 7 млн. м² шибки на рік (це становило 30% продукції всіх склозаводів на території УРСР).
У ході Великої Вітчизняної війни восени 1941 Лисичанськ опинився в прифронтовій зоні, почалася евакуація на схід країни заводського обладнання. Бої на околицях міста тривали півроку, 10 липня 1942 року місто було окуповане німецькими військами. В умовах окупації тут виникла підпільна комсомольська група, що діяла в районі Лисичанського склозаводу та шахти «Чорноморка» (до складу групи входили Н. Непомнящий, І. Ф. Сачек, М. Русецький, В. Чумаков та інші). 1 вересня 1943 року місто було звільнено частинами 279-ї стрілецької дивізії РСЧА.
Почалося відновлення зруйнованого підприємства (загальний збиток, завданий Лисичанському скляному заводу під час війни становив понад 15 млн. рублів ). На Лисичанський склозавод було направлено дві бригади висококваліфікованих робітників та спеціалістів, а Державний комітет оборони СРСР виділив заводу апаратуру, обладнання, мотори, насоси та інші матеріали. 11 січня 1944 року дала струм перша турбіна відновленої Сєверодонецької ГРЕС, а вже 15 травня 1944 року почала роботу перша черга Лисичанського склозаводу, який почав випускати 50% від обсягу довоєнного виробництва скла.
Надалі завод став одним з передових підприємств скляної промисловості СРСР. Тільки за роки семирічки (1959 – 1965) на ньому було впроваджено у виробництво 3182 раціоналізаторські пропозиції працівників та інженерно-технічних співробітників, які дали економічний ефект у розмірі 1874,6 тис. рублів  .
У 1970 році на підприємстві було організовано музей історії заводу.
У серпні 1976 року було прийнято рішення про створення на Лисичанському скляному заводі автоматизованої системи управління технологічними процесами варіння та вироблення скла із застосуванням безчовникового способу витягування скла (яка була введена в дію у 1979 році).
В цілому, за радянських часів завод входив до найбільших підприємств міста.

### Після 1991
У травні 1995 року Кабінет Міністрів України ухвалив рішення про приватизацію склозаводу. Надалі, державне підприємство було перетворено на відкрите акціонерне товариство.

## Діяльність
Спеціалізацією підприємства було виробництво листової шибки (у 2000-і роки завод виготовляв листову шибку, армоване скло, візерункове скло, тепличне скло, склоблоки, вогнестійкі вироби для спорудження склоплавильних печей, розчинний силікат натрію, вироби з кришталю).